# Hibbertia hypericoides
Hibbertia hypericoides är en tvåhjärtbladig växtart som först beskrevs av Dc., och fick sitt nu gällande namn av George Bentham. Hibbertia hypericoides ingår i släktet Hibbertia och familjen Dilleniaceae. Inga underarter finns listade i Catalogue of Life.

## Bildgalleri

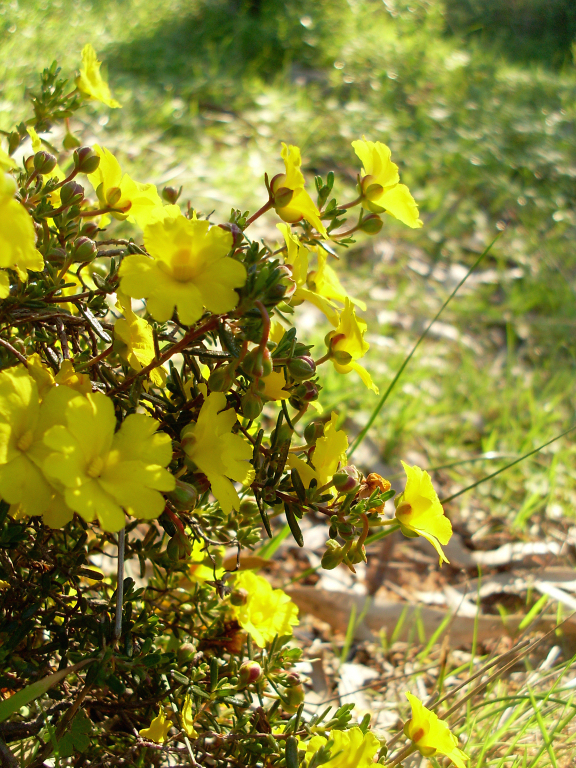
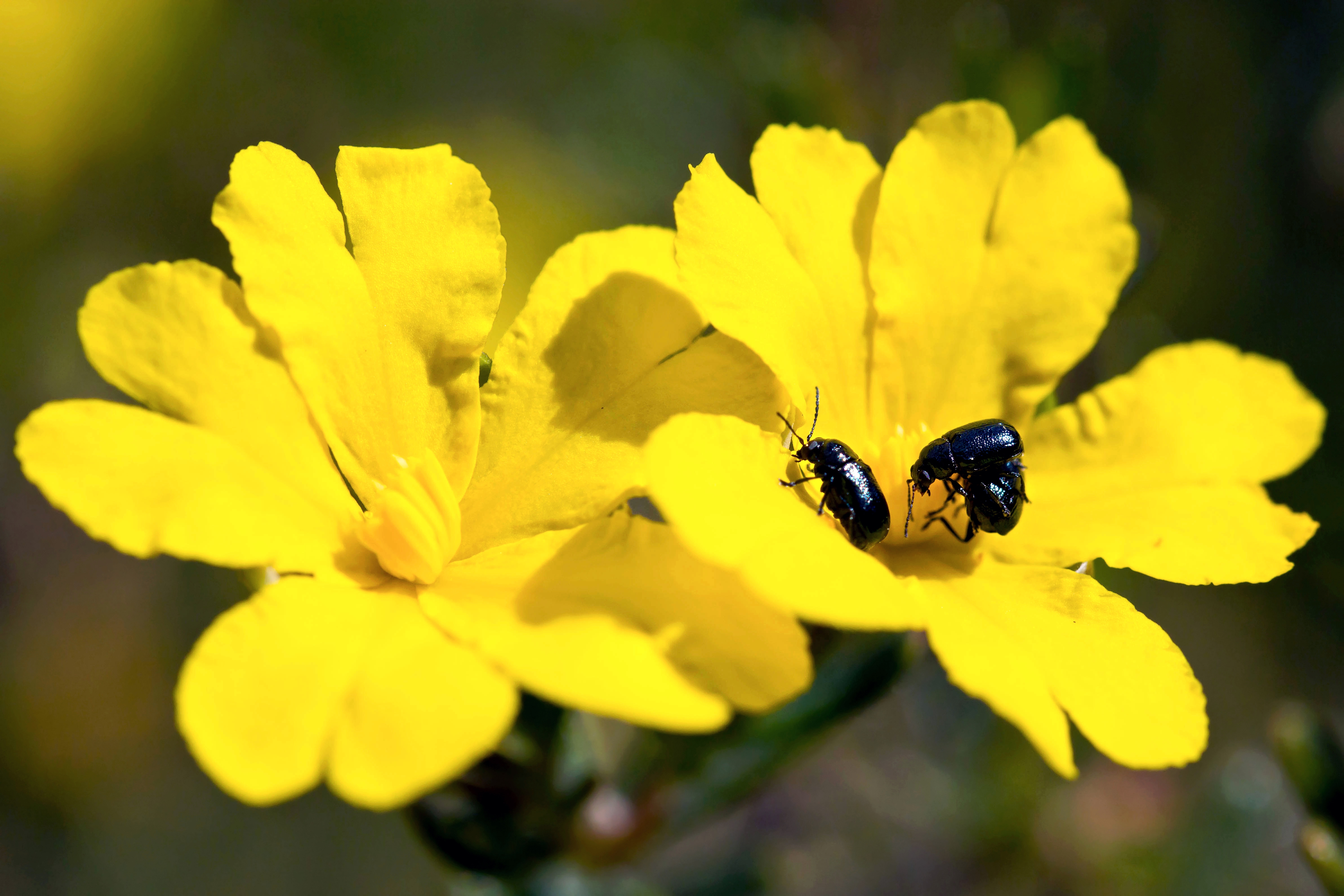
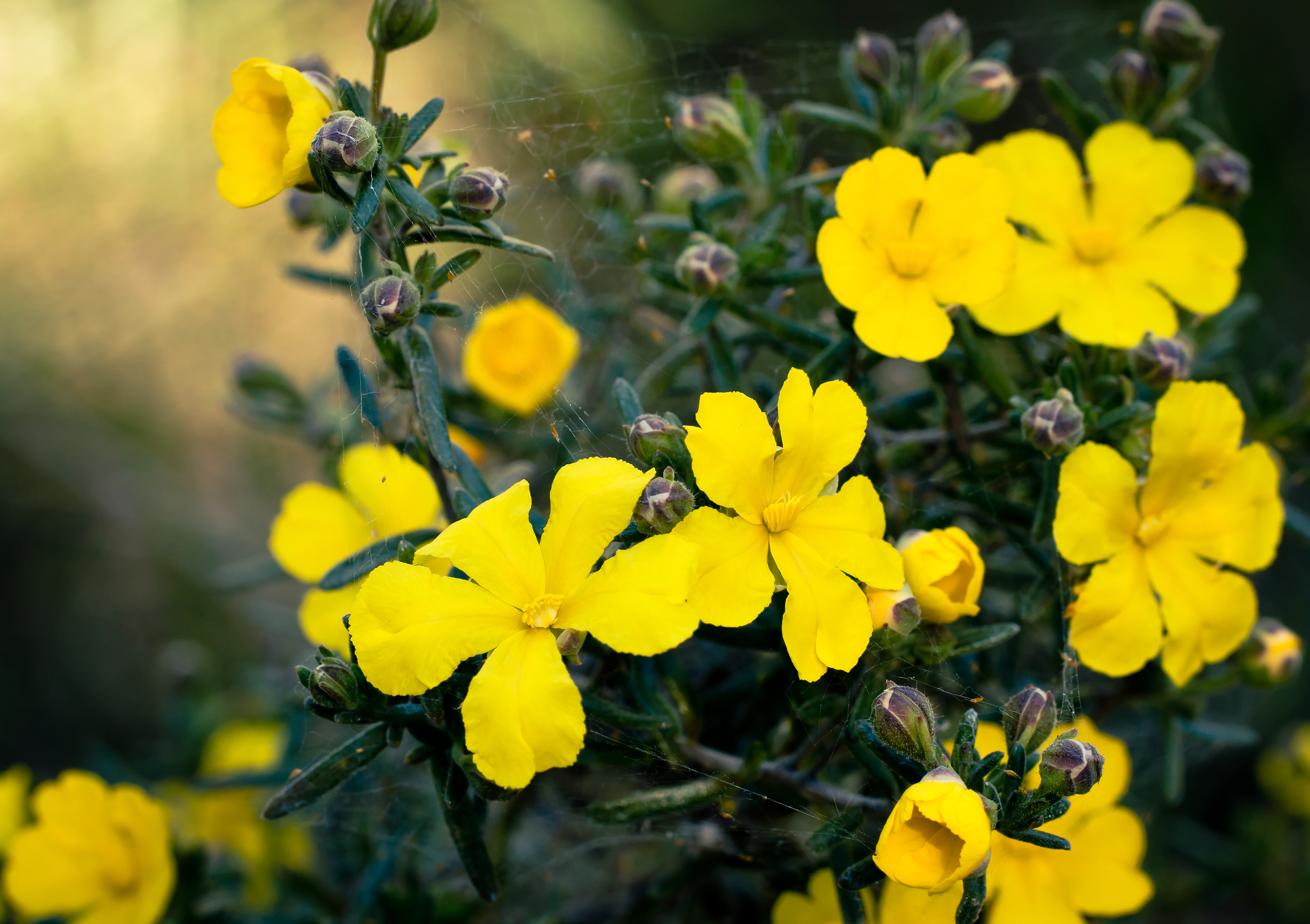